# モニタールーム
モニタールームは、2008年に角川書店より刊行された山田悠介の小説。
2005年8月15日に刊行された『スイッチを押すとき』の続編小説。

## 登場人物
- 徳井正也…本作の主人公。22歳。植物状態になってしまった妹の入院費用を賄うために、モニタールームで監視をしている。
- 秋本工作…徳井が勤める高尾刑務所の看守長。七福神の恵比須様を思い浮かべるような容姿をしている。
- 豊田聖子…44歳。徳井が監視する受刑者。約15年前に殺人事件を起こした。
- セイおじさん…ミン村で暮らしている子供たちの育ての親。子供たちに慕われている。穏やかで優しい雰囲気がある老人。
- アリサ…14歳。ミン村唯一の女の子。料理が得意で気遣いができて、思いやりのある性格。大人で落ち着いている。
- ダイチ…14歳。正義感が強く、皆に頼られている。一番勉強ができ、特に計算が得意。学級委員的な存在。
- ヒカル…14歳。気弱な性格。誕生日にもらった犬のシロを特に可愛がっており、常にシロと一緒に行動している。
- ゲンキ…14歳。ムードメーカー。やんちゃで気性が荒いが、本当は心優しい性格。運動神経が抜群で体力には自信があるため、よく力仕事を任されている。アリサに想いを抱いている。

## 用語
- ミン村…半径3キロメートル圏外を百万個の地雷で囲まれている村。ミンとは、ベトナム語で地雷という意味。
- 高尾刑務所…東京都八王子に位置する、徳井が勤める事になった刑務所。
- モニタールーム…豊田の牢獄とミン村で過ごす子供たちの映像を監視する部屋。
- YSCプロジェクト…全国から無作為に選出された子供の心臓に特殊なチップを埋め込み、押せば心臓が停止する仕組みになっているボタンの付いた機械を渡し、独居房のような場所に閉じ込め、無の生活を送らせるプロジェクト。青少年の深層心理解明のために、政府が開始した。青少年自殺抑制プロジェクトとも呼ばれる。

## 書籍情報
- 単行本 角川書店 2008年10月31日発行 ISBN 978-4048739030
- 文庫版 角川文庫 2012年 6月22日発行 ISBN 978-4041003299

## 参照情報
- KADOKAWAオフィシャルサイト「モニタールーム」